# میکیتا ماخینا
میکیتا ماخینا (اوکراینی: Микита Леонідович Махиня؛ زادهٔ ۱۶ ژانویهٔ ۲۰۰۳) بازیکن فوتبال اهل اوکراین است.